# Costa Blanca

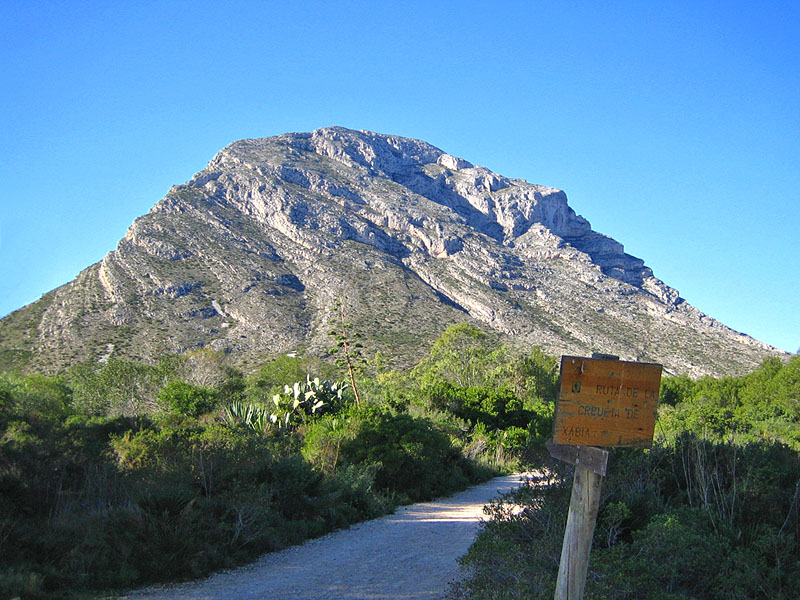
Vista del Montgó, un dels símbols de la Costa Blanca

La Costa Blanca és una marca turística aplicada a la costa del Mediterrani situada a la província d'Alacant (País Valencià), que comprèn el litoral del municipi de Dénia fins al de Pilar de la Foradada. Està constituïda per 244 km de platges mediterrànies, cales i penya-segats. És també la marca comercial del consorci de turisme de la província, i en aquest sentit pot fer referència fins i tot als pobles d'interior.

## Poblacions
Les poblacions situades a la Costa Blanca, o que tenen un terme costaner, són: 
- Marina Alta: Dénia, Xàbia, terme d'El Poble Nou de Benitatxell, terme de Teulada, terme de Benissa, Calp.
- Marina Baixa: Altea, terme de L'Alfàs del Pi, terme de Finestrat, Benidorm, la Vila Joiosa.
- Alacantí: el Campello, Alacant.
- Baix Vinalopó: terme d'Elx, Santa Pola.
- Baix Segura: terme d'Oriola, Torrevella, Guardamar del Segura, Pilar de la Foradada.

## Transport

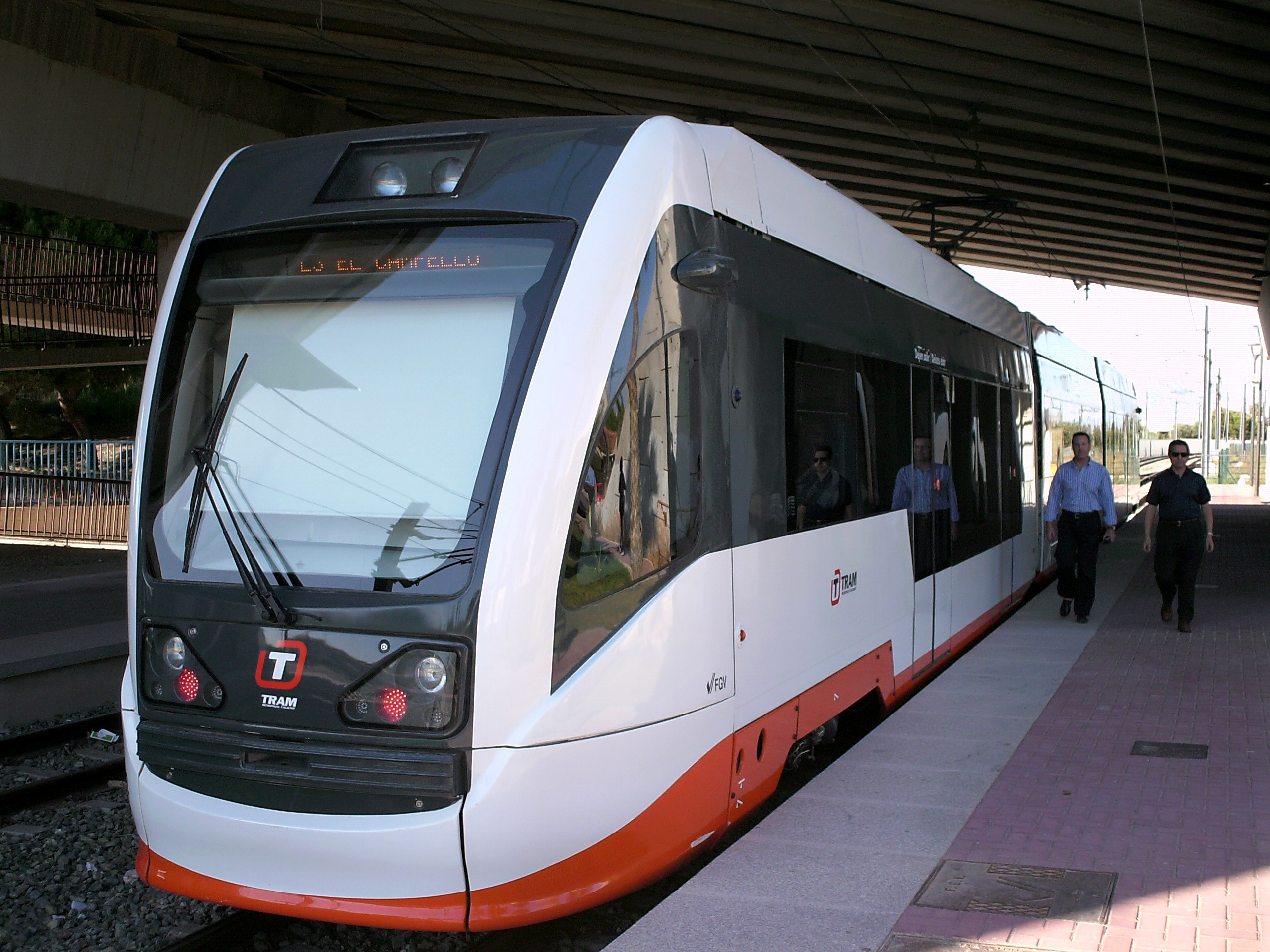
El tram d'Alacant, l'antic trenet de la Marina

El transport de la costa està articulat per dues vies. La primera, l'autopista AP-7, és una via ràpida de peatge d'alt ús que enllaça València i Alacant amb les poblacions de la Marina, en especial Benidorm. Aquesta autopista rep el codi europeu d'E-15 i comunica la costa amb França i el Regne Unit. Al costat d'açò, la carretera nacional N-332 fa un recorregut paral·lel al de l'AP-7. A partir d'Alacant, l'AP-7 es converteix en l'autovia A-7 i es dirigeix a Elx, Múrcia i Andalusia. La N-332 mentrestant, continua per la costa fins a Pilar de la Foradada.
La segona via de transport és el Trenet de la Marina, una línia de ferrocarril històrica que recorre la costa d'Alacant a Dénia i en l'actualitat s'explota com a tramvia de llarg recorregut. Les altres línies de tren recorren l'interior, per la vall del Vinalopó i la Foia d'Elx.
Cal esmentar també l'aeroport de l'Altet, a la partida rural il·licitana de Torre del Pla i L'Altet, que és l'entrada principal pels milions de turistes que visiten de fora d'Espanya.

## Platges
Vegeu l'article principal: Platges de la Costa Blanca
La Costa Blanca ostenta 78 platges i cales, 54 de les quals són guardonades amb banderes blaves.

## Festes

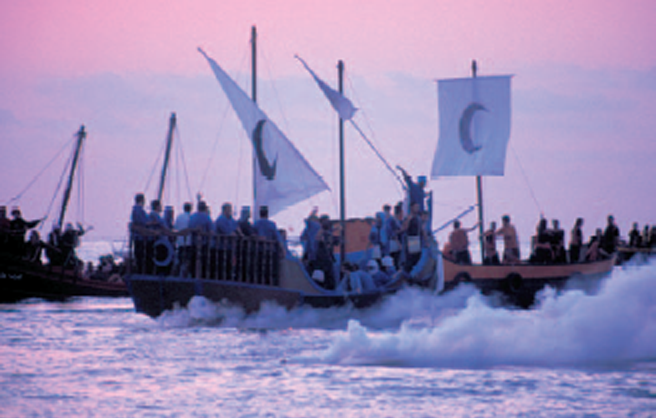
Desembarcament dels Moros i Cristians de la Vila Joiosa

Com la resta del País Valencià, la Costa Blanca ostenta moltes festes, especialment durant els mesos d'estiu. Algunes d'aquestes són de gran renom i s'hi destaca sobretot el Misteri d'Elx, que és guardonat com a Patrimoni de la Humanitat. Cal parlar també dels Moros i Cristians de la Vila Joiosa i El Verger, el primer del qual és únic en què l'arribada dels "moros" es fa des de la mar, nadant des de les barques fins a la costa. D'altres festes com les Fogueres d'Alacant, els Bous al Carrer de la Marina i els Bous a la Mar de Dénia són exemples típics de les festes valencianes. Les Falles, encara que més conegudes a València, també se celebren a Benidorm i Dénia.
És al 21 de juny, la Nit de Sant Joan, com arreu del mediterrani, que la Costa Blanca s'encén tot d'una en una línia de fogueres contínues de més de dos-cents quilòmetres.

## Turisme i immigració
La Costa Blanca és una de les més visitades per gent de fora de l'estat. Els estats d'origen són: Regne Unit (vora 4.500.000), Alemanya (700.000), Països Baixos (370.000), i Noruega (270.000). Hi estiueja una gran quantitat de francesos (si bé representen una minoria dels vols, perquè la majoria venen en cotxe). Cada any, l'aeroport d'Alacant factura unes nou milions (9.106.445 el 2007) d'arribades, dos dels quals de l'Estat espanyol.

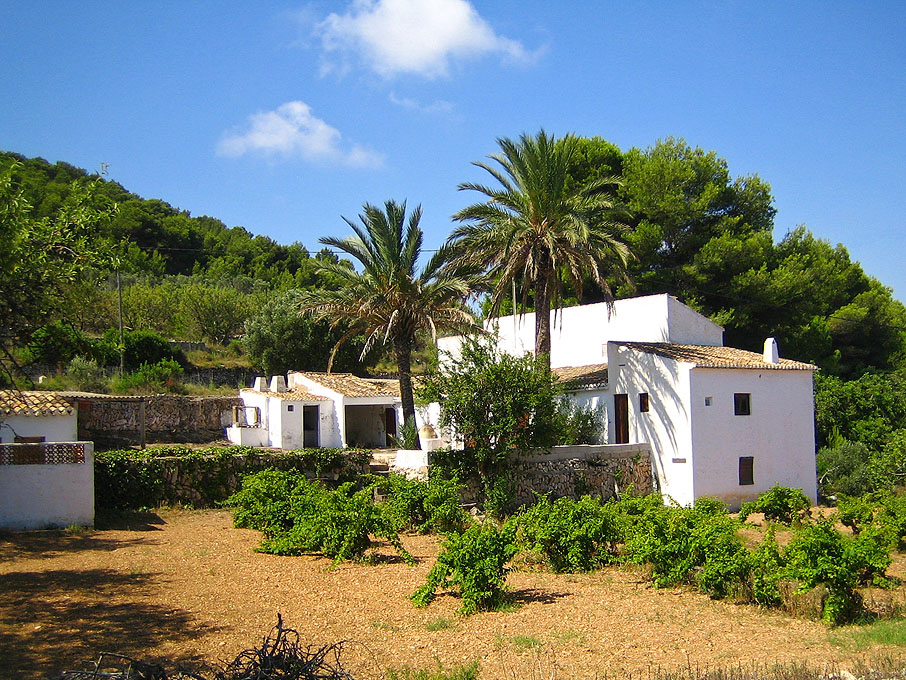
Masia típica a Xàbia

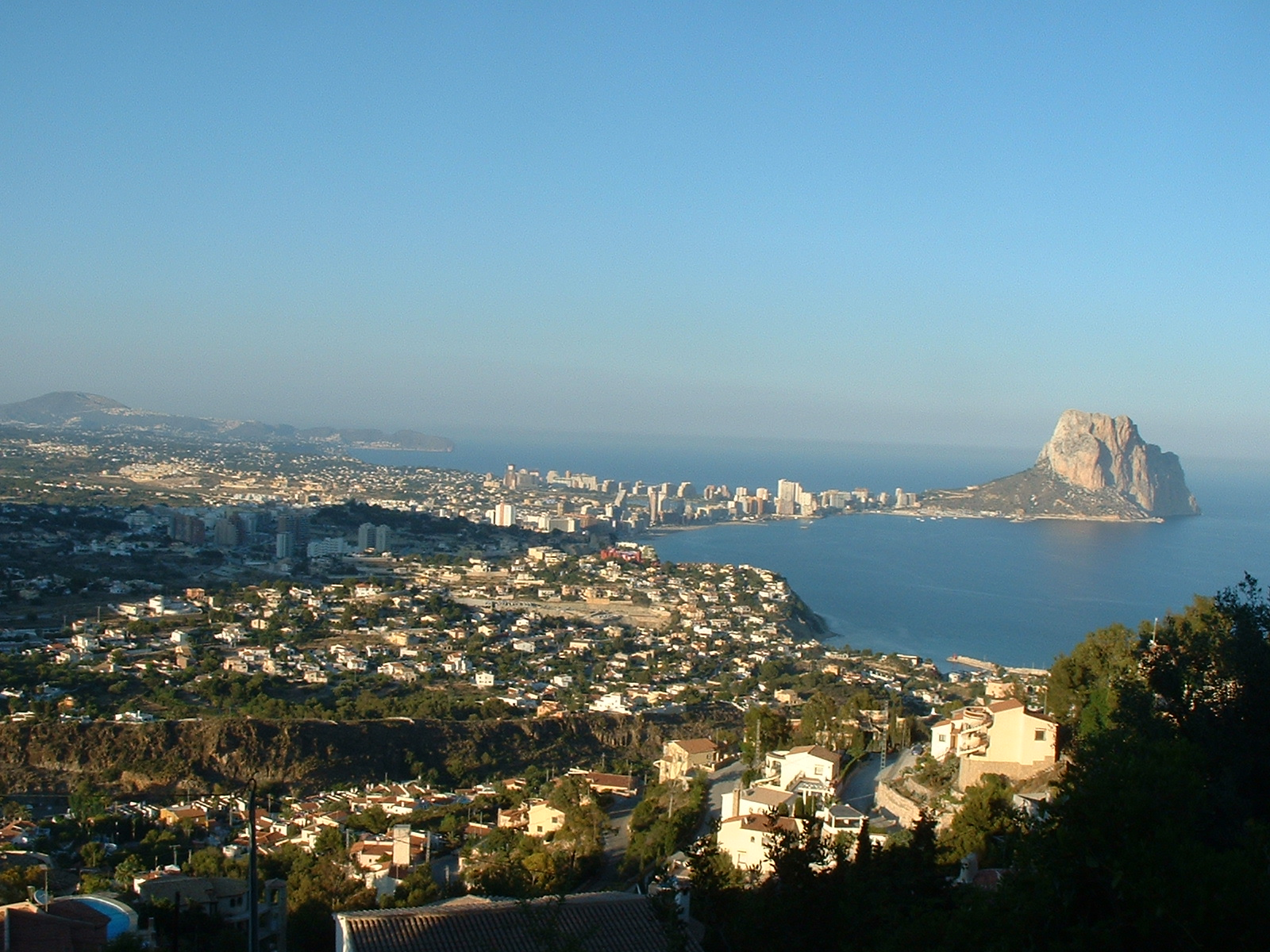
Vista de Calp

La qualitat de vida, estabilitat política i el bon clima no només atrau els turistes a l'estiu. S'ha esdevingut, junt amb altres costes com la Costa del Sol un centre del que s'anomena "turisme residencial", és a dir, immigració inter-europea. Hi ha colònies importants d'anglesos, alemanys i d'altres pobles del nord d'Europa a tota la costa, arribant a igualar o superar la població autòctona a alguns municipis. Pobles com Sant Fulgenci (Baix Segura), Rojals, Calp, Xàbia, i Teulada tenen índexs d'immigració iguals o superiors al 50%. De manera més moderada, gent de Madrid i d'altres indrets del centre de la península s'hi han comprat habitatges de segona residència. Aquesta mena d'"immigració de rics" ha dut riquesa a la costa però també una situació social i cultural complicada que, afegida a la immigració dels 1960 i 1970 des d'Andalusia i l'actual des de Marroc i Llatinoamèrica, pot generar-hi rebuig o recels.
Moltes vegades, el turisme residencial, pel seu caràcter de nivell adquisitiu mitjà i alt, s'assenta fora del poble, en casetes o xalets, i açò contribueix a allunyar-los, literalment i figurativament, de la resta del poble. Les condicions complicades en què viuen la llengua i la cultura autòctones fa que la integració d'aquest grup (que es caracteritza sovint per la seua avançada edat i que sovint passa part de l'any fora del país) siga més difícil. Els mètodes tradicionals d'integració (l'escola, el treball, l'associacionisme) sovint no arriben a aquesta gent perquè molts són jubilats i no passen per aquests estaments. La població britànica vivint a fora del Regne Unit és molt elevada, i constitueix la colònia estrangera més gran de la Costa Blanca. Es coneixen com a ex-pats (o ex-patriots) que vol dir fora del país, i han establert una xarxa d'ens culturals propis incloent-hi ràdios, periòdics i associacions pròpies (llista completa). Caldria esmentar el grup d'acció Abusos Urbanísticos No que aplega els estrangers residents afectats per la construcció il·legal (vegeu economia) i té seu a Benissa. Tanmateix, amb el temps almenys una part d'ells sí que s'hi han integrat i fins i tot s'han presentat a les eleccions municipals. Hi ha càrrecs electes estrangers a uns quants municipis.
Cal destacar l'escolarització dels fills dels ex-pats, que representa una voluntat de la segona generació de fer de la costa la seua casa i integrar-s'hi.

## Economia

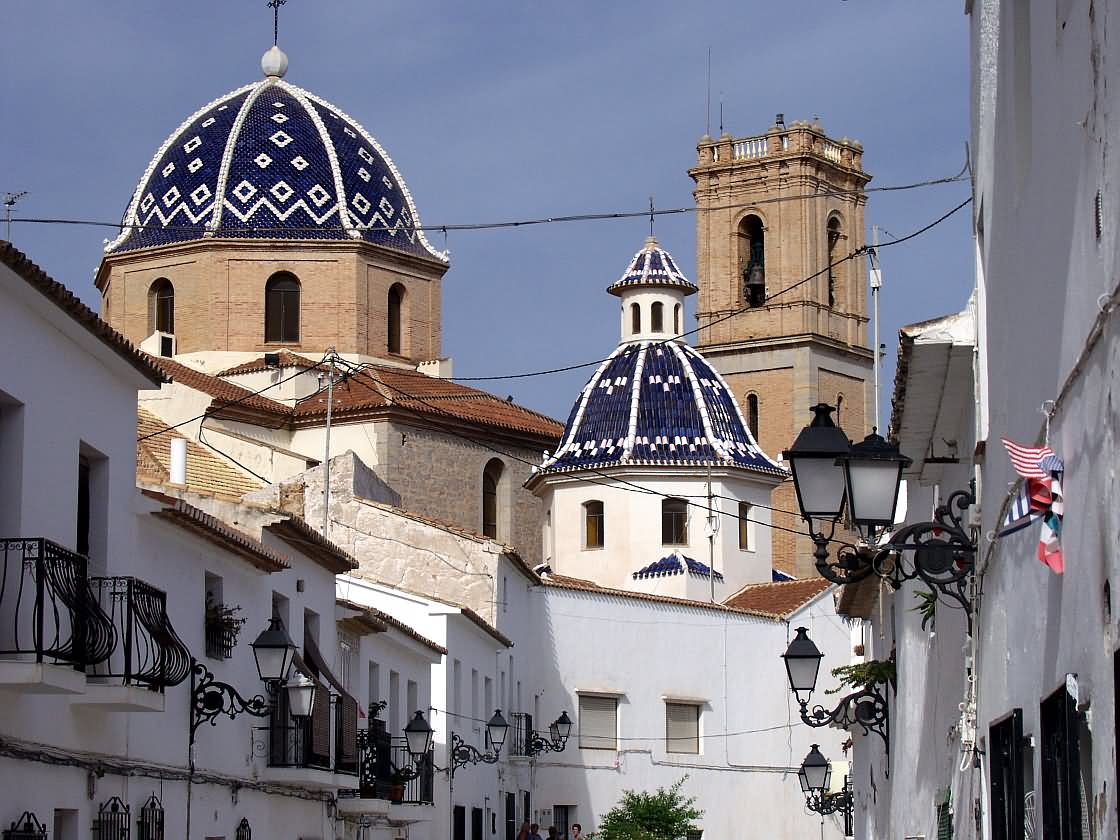
Vila d'Altea

La major part dels municipis de la costa s'alimenten del turisme i es dediquen als serveis relacionats. Només les ciutats més grans despunten una tendència industrial, com és el cas d'Alacant i Elx. Aquesta indústria és portuari en el primer cas i dels mobles en el segon.
El gran motor de l'economia als darrers anys ha sigut la construcció i serveis de manutenció (electricistes, fontaners, jardiners). És així que podem trobar a municipis de només cinc mil habitants sis magatzems de materials de construcció (com és el cas d'Ondara). Aquesta onada de construcció s'emmarca dins d'una tendència més general de l'economia espanyola, i a l'igual de llocs com Andratx o Marbella, la Costa Blanca destaca una sèrie d'escàndols urbanístics, que consisteixen principalment de dues il·legalitats bastant esteses: concedir llicències de construir a canvi de suborns (com és presumptament el cas a Oriola, on trobem més de vuit mil habitatges il·legals i 600 expedients sancionadors) i construir-ne a zones protegides (com és el cas de Catral, que tingué les competències d'urbanisme retirades per la mateixa Generalitat el 2006 i la marjal de Pego-Oliva, on l'alcalde ha acabat a la presó amb una sentència de 3 anys per delicte ecològic). D'altres municipis on l'urbanisme és o ha sigut subjecte d'un cas judicial són Alacant, Elx, Torrevella, Albatera, Dolors i Sant Miquel de les Salines (vegeu article de El Mundo (castellà)).
Alguns pobles han passat a ser ciutats amb l'ajuda del creixement frenètic que ha suposat el turisme residencial i estacional, amb Benidorm com el millor exemple, que passà dels 2.726 habitants el 1950 als 67.627 el 2006 (vegeu Benidorm).

## Principals accidents geogràfics
- El massís del Montgó
- El Cap de la Nau
- El Penyal d'Ifac
- La Serra Gelada
- L'illa de Nova Tabarca
- Les Llacunes de Torrevella
- El Puigcampana Poble de Finestrat

## Destinacions turístiques
Malgrat que gairebé tots els municipis de la costa són turístics i essencialment abocats als serveis, hi ha uns quants llocs d'un reclam turístic especial, i que reben milions de visites cada any:
- Les ciutats de vacances de Benidorm i Torrevella
- Parc d'atraccions Terra Mítica
- Pobles de El Castell de Guadalest i d'Altea la Vella
- Les platges de Dénia i de Xàbia
- La vila vella d'Altea
- El Penyal d'Ifac
- l'Illa de Nova Tabarca
- A l'interior, els Moros i Cristians a Alcoi

## Galeria d'imatges

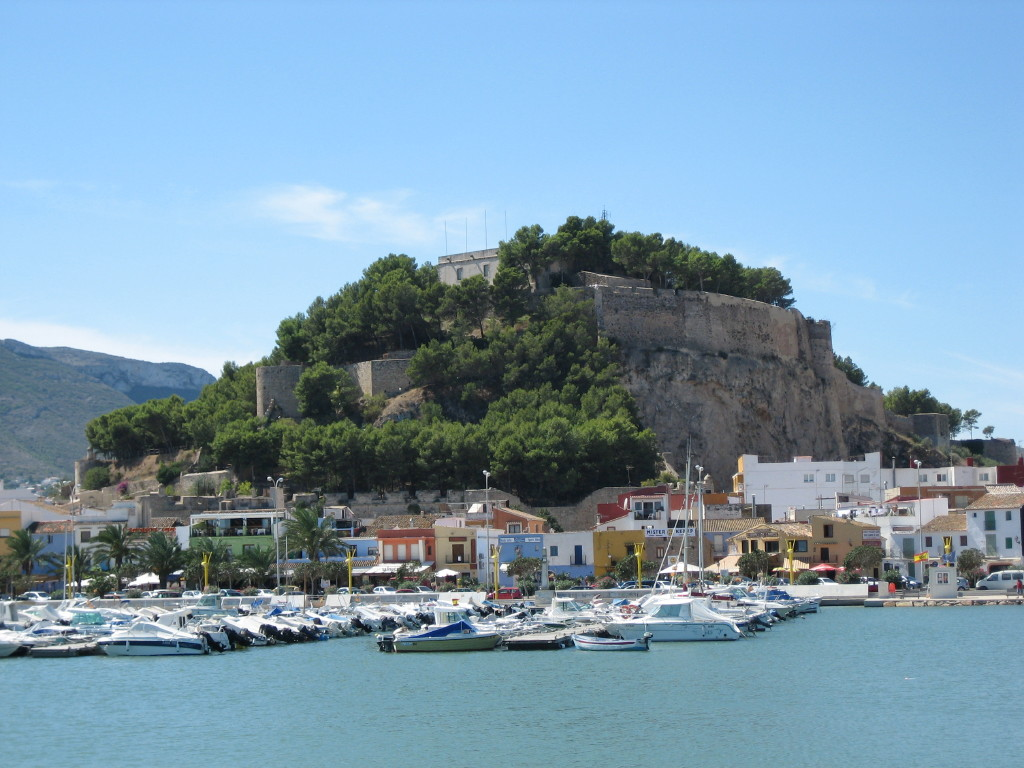
Castell de Dénia
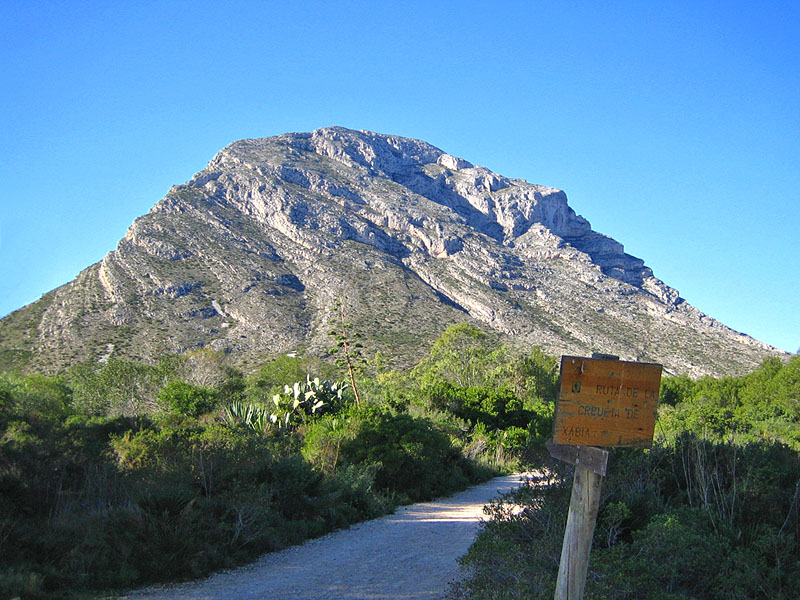
El Montgó
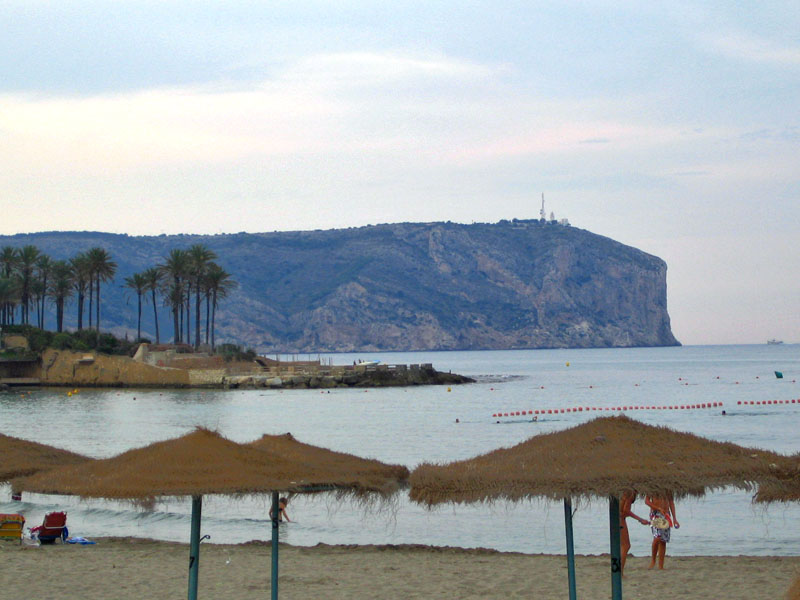
Cap de sant Antoni (Xàbia)
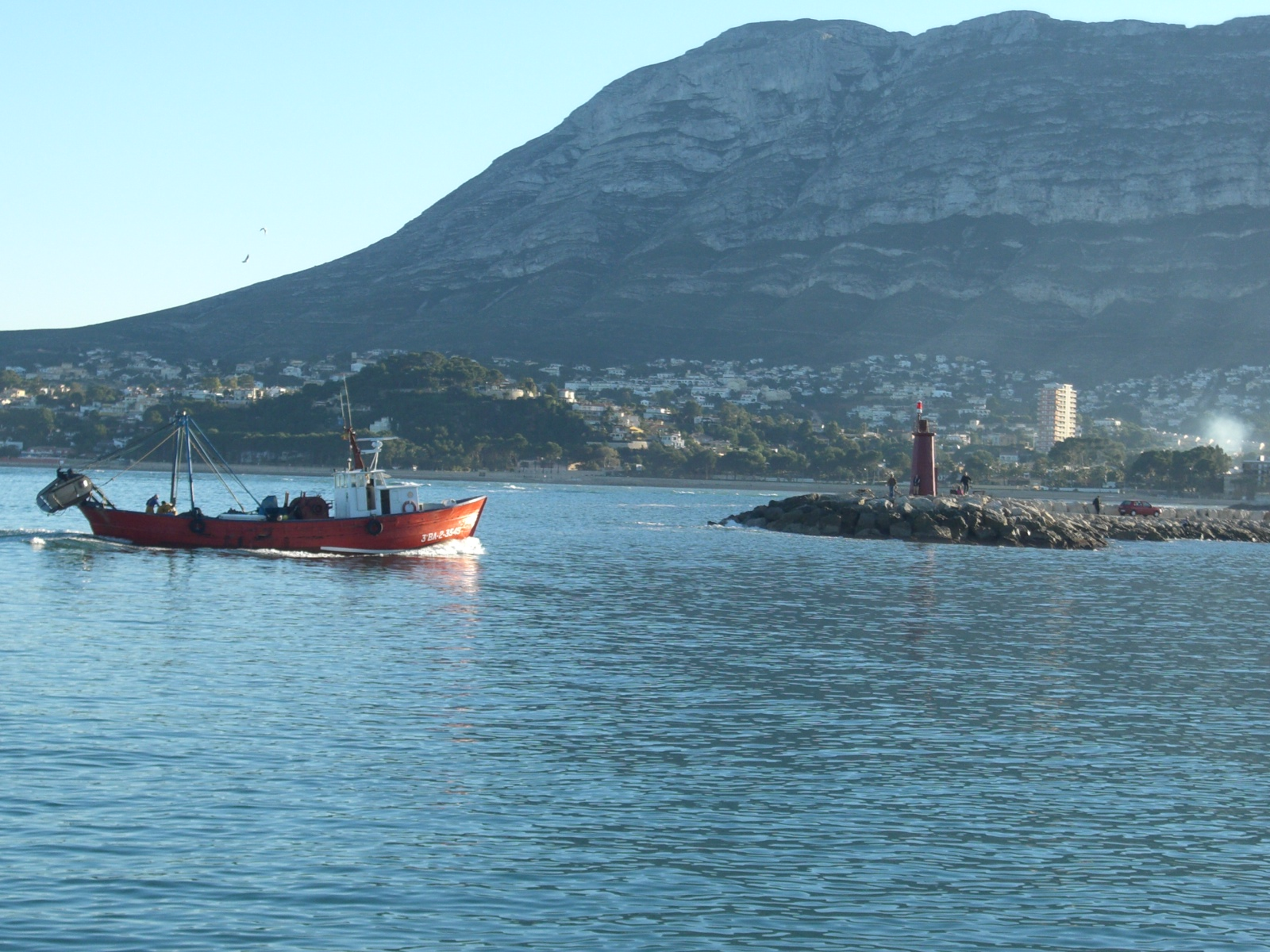
El port de Dénia
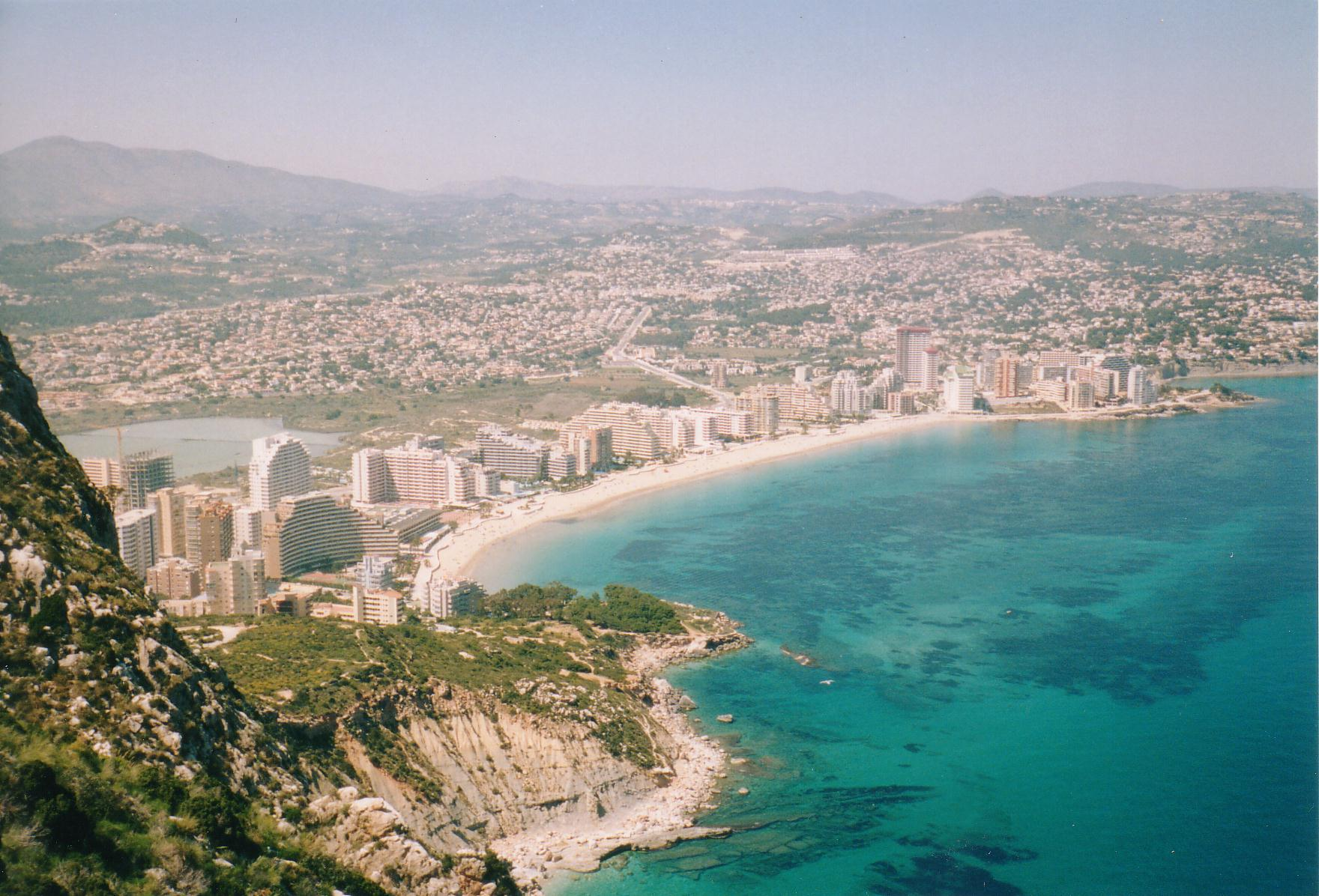
Platja de Calp
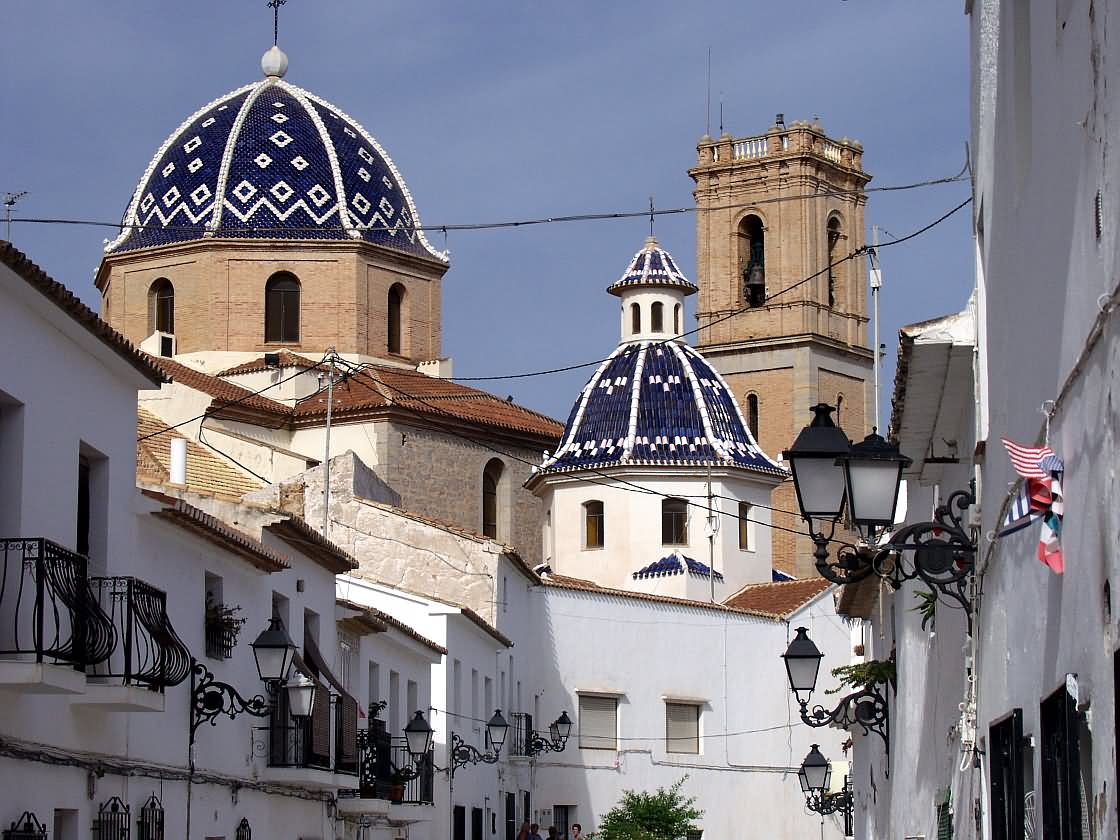
Altea
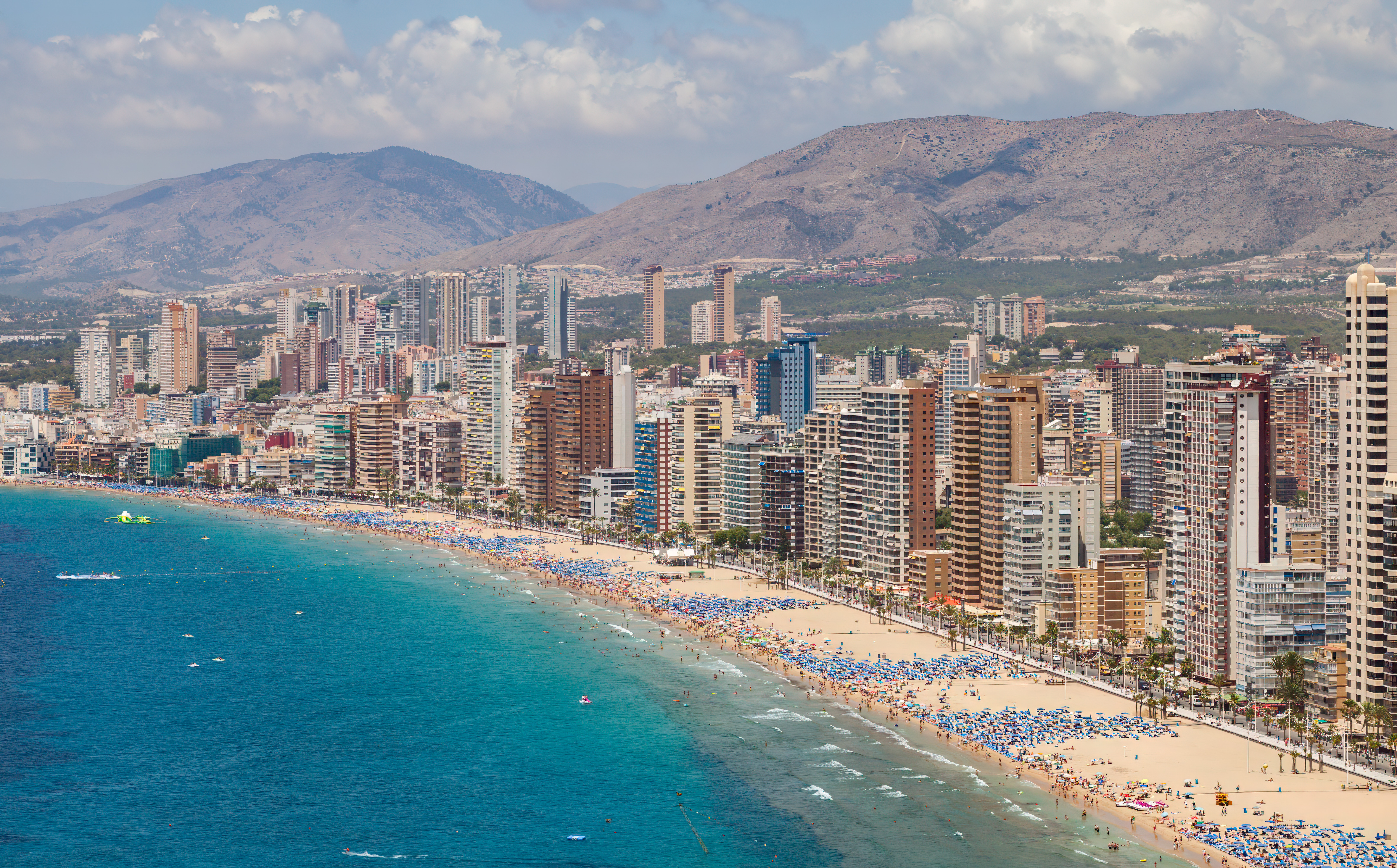
Benidorm
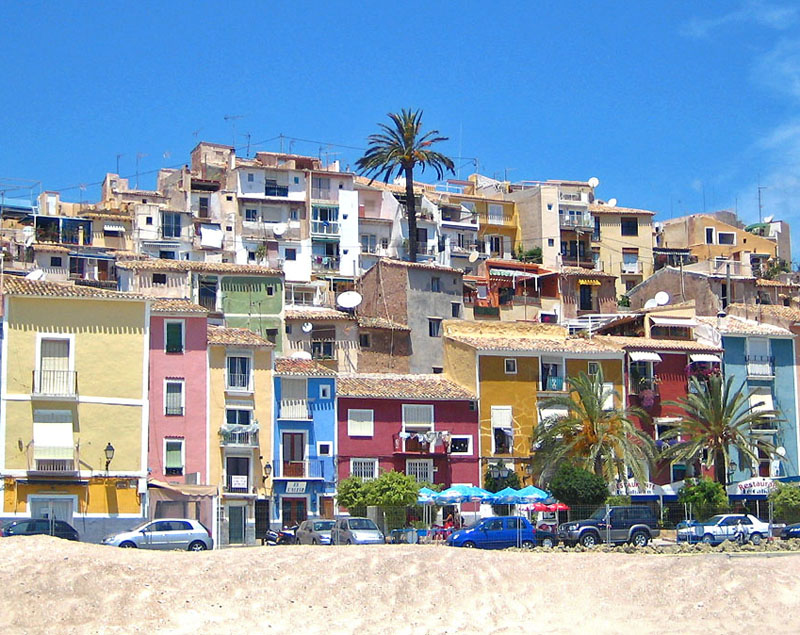
La Vila Joiosa
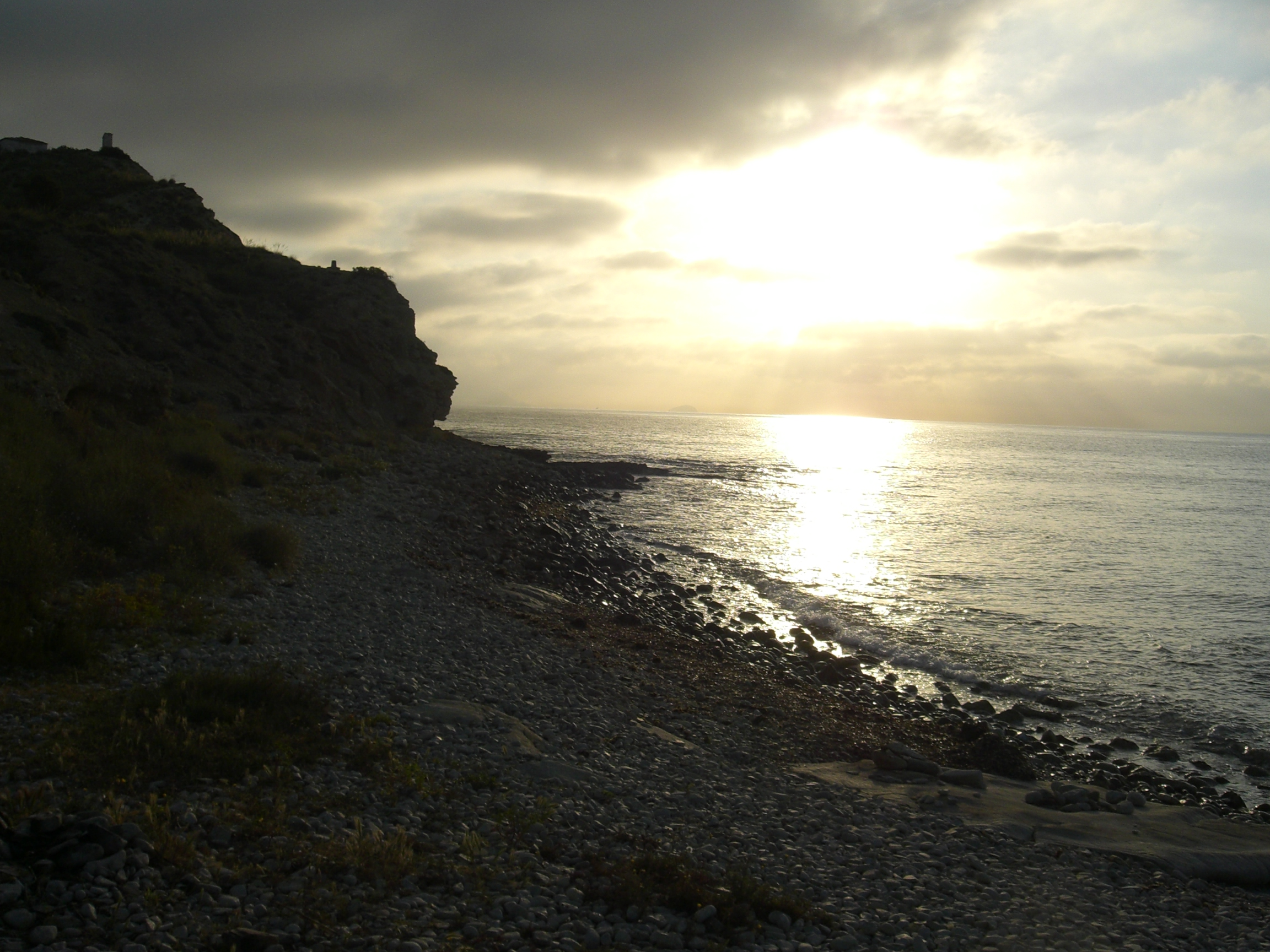
Cala carritxar de la Vila Joiosa
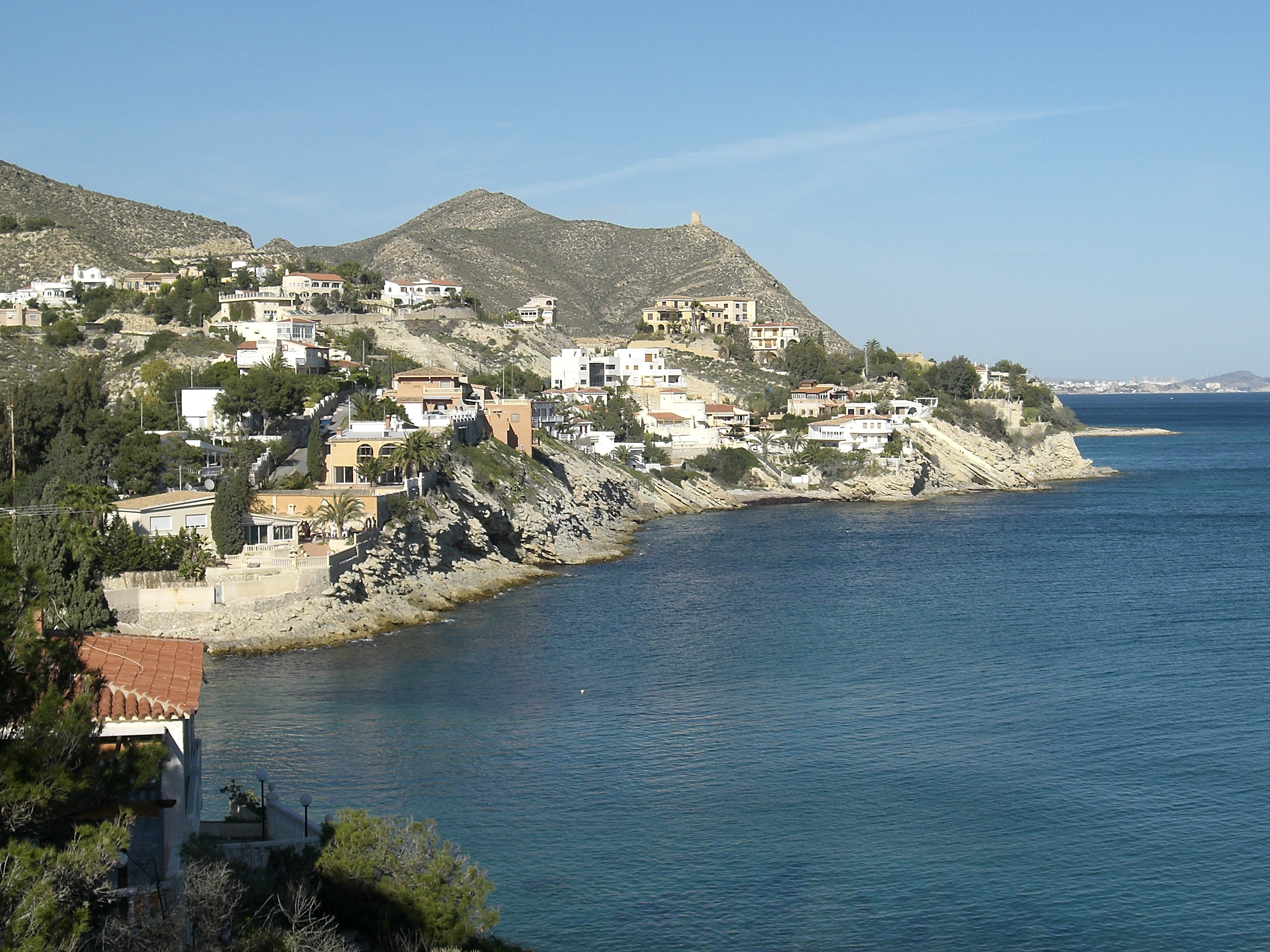
Coveta Fumà
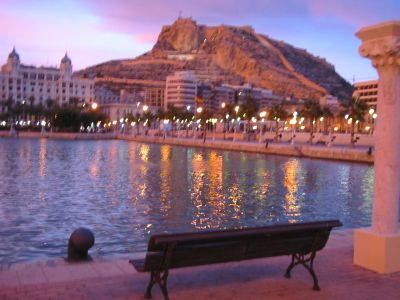
Port d'Alacant
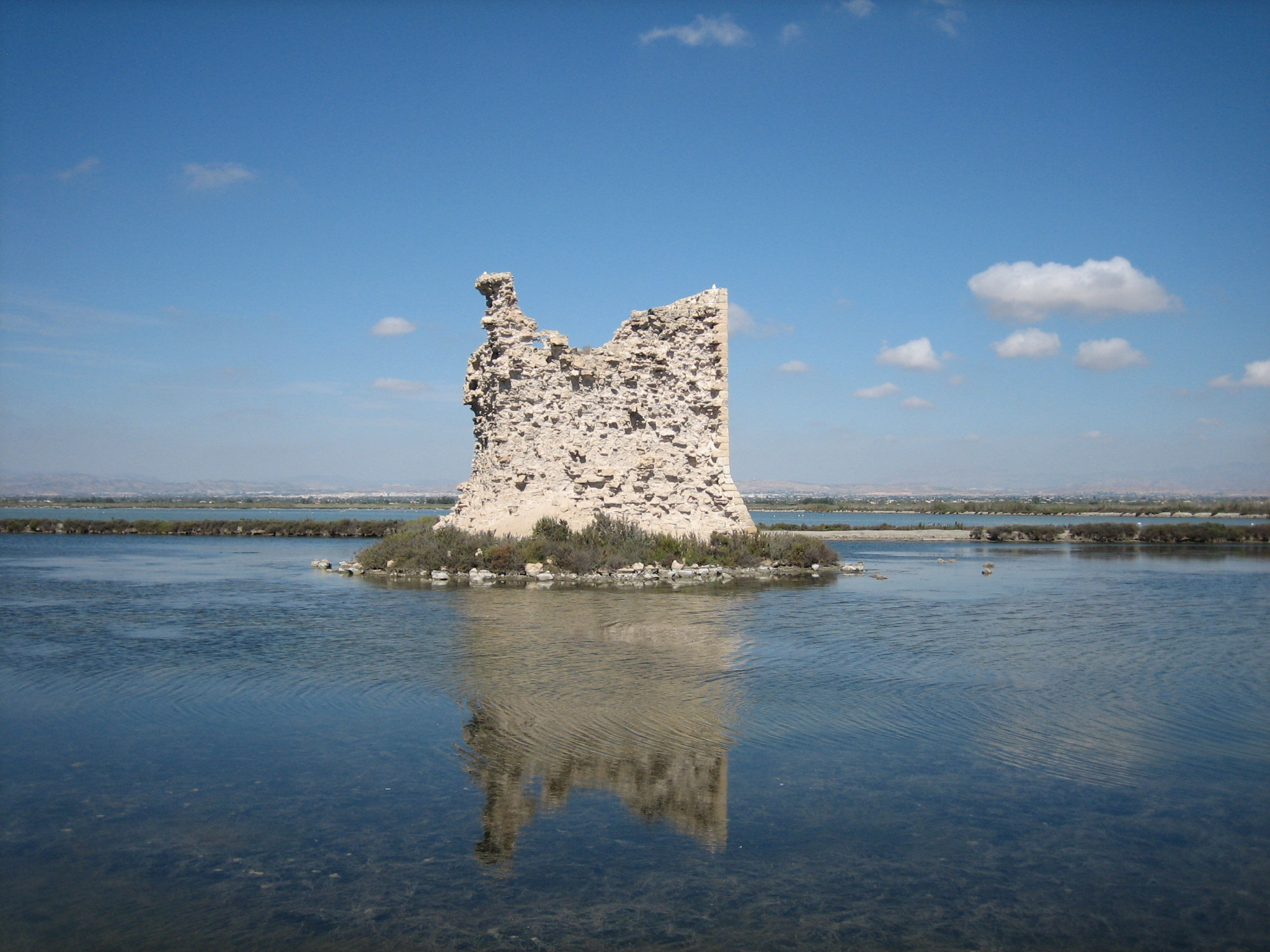
Torre de Tamarit, Santa Pola
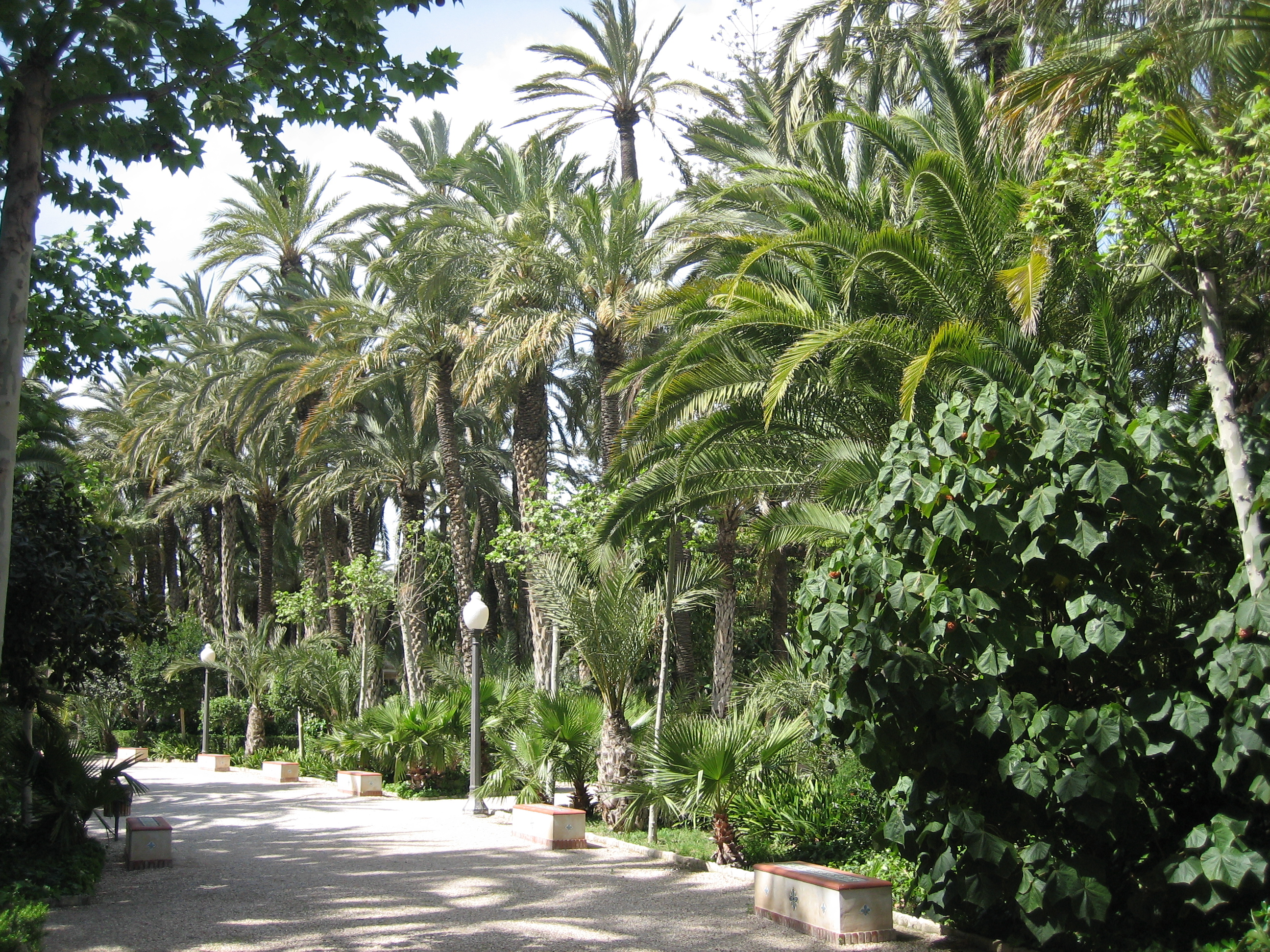
El palmerar d'Elx
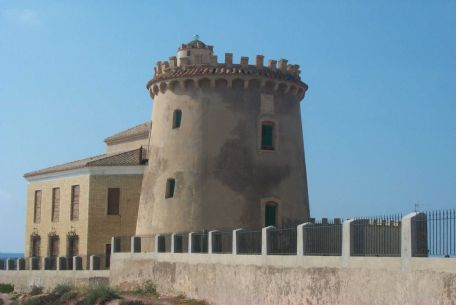
Pilar de la Foradada
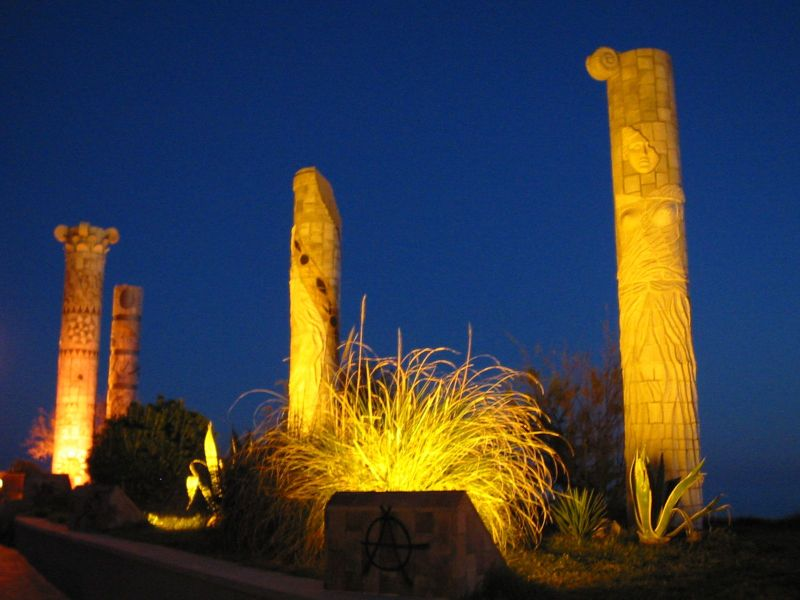
Torrevella